# Coupe d'Algérie de football 1991-1992
Navigation
Coupe d'Algérie
1990-1991 Coupe d'Algérie
1993-1994
La Coupe d'Algérie de football 1991-1992 voit le sacre de la JS Kabylie, qui bat l'ASO Chlef en finale.
C'est la 3e Coupe d'Algérie remportée par la JS Kabylie et c'est la toute 1re fois que l'ASO Chlef atteint la finale de cette compétition.
C'est également la 2e finale consécutive jouée par la JSK .

## Calendrier
| Tour                      | Nom                       | Dates retenues                  | Équipes participantes     | Équipes gagnantes         |                           |
| Compétition propre (1992) | Compétition propre (1992) | Compétition propre (1992)       | Compétition propre (1992) | Compétition propre (1992) | Compétition propre (1992) |
| ------------------------- | ------------------------- | ------------------------------- | ------------------------- | ------------------------- | ------------------------- |
| 7                         | 1/32e de finale           | les février 1992 mars 1992      | 32                        | 16                        |                           |
| 8                         | 1/16e de finale           | les 17 avril 1992 18 avril 1992 | 16+(16 D1)                | 16                        |                           |
| 9                         | 1/8e de finale            | les 30 avril 1992 1er mai 1992  | 16                        | 8                         |                           |
| 10                        | 1/4 de finale             | le 21 mai 1992 25 mai 1992      | 8                         | 4                         |                           |
| 11                        | 1/2 finales               | le 11 juin 1992 18 juin 1992    | 4                         | 2                         |                           |
| 12                        | Finale                    | le 25 juin 1992                 | 2                         | 1                         |                           |

## 1reTour régional
| Ligue de l'Ouest (1re tour régional) Lundi 6 janvier 1992            |                                                                           |                                                                           |                                                                           |                                                                           |                                                                           |                                                                           |                                                                           |                                                                           |                                                                           |
| *                                                                    | NB: ce premier tour préliminaire concerne la ligue de football de wilaya. | NB: ce premier tour préliminaire concerne la ligue de football de wilaya. | NB: ce premier tour préliminaire concerne la ligue de football de wilaya. | NB: ce premier tour préliminaire concerne la ligue de football de wilaya. | NB: ce premier tour préliminaire concerne la ligue de football de wilaya. | NB: ce premier tour préliminaire concerne la ligue de football de wilaya. | NB: ce premier tour préliminaire concerne la ligue de football de wilaya. | NB: ce premier tour préliminaire concerne la ligue de football de wilaya. | NB: ce premier tour préliminaire concerne la ligue de football de wilaya. |
| 1                                                                    | CRB Boudghène (D6 gr-A)                                                   | 3-0                                                                       | IRB Zenata (D6 gr-B)                                                      |                                                                           |                                                                           | LFW Tlemcen                                                               |                                                                           |                                                                           |                                                                           |
| 2                                                                    | JS Boudghène (D6 gr-B)                                                    | 1-0                                                                       | SB Ain Ghoraba (D6 gr-B)                                                  |                                                                           |                                                                           |                                                                           |                                                                           |                                                                           |                                                                           |
| 3                                                                    | ASC Ghazaouet (D6 gr-A)                                                   | 1-0                                                                       | IR Béni-Mester (D6 gr-A)                                                  |                                                                           |                                                                           |                                                                           |                                                                           |                                                                           |                                                                           |
| 4                                                                    | IC Sidi-Said Tlemcen (D6 gr-B)                                            | 1-0                                                                       | IRB Sebaa Chioukh (D6 gr-B)                                               |                                                                           |                                                                           |                                                                           |                                                                           |                                                                           |                                                                           |
| 5                                                                    | ...                                                                       | -                                                                         | n.c                                                                       |                                                                           |                                                                           |                                                                           |                                                                           |                                                                           |                                                                           |
| 6                                                                    | ...                                                                       | -                                                                         | n.c                                                                       |                                                                           |                                                                           |                                                                           |                                                                           |                                                                           |                                                                           |
| 7                                                                    | ...                                                                       | -                                                                         | n.c                                                                       |                                                                           |                                                                           |                                                                           |                                                                           |                                                                           |                                                                           |
| 8                                                                    | ...                                                                       | -                                                                         | n.c                                                                       |                                                                           |                                                                           |                                                                           |                                                                           |                                                                           |                                                                           |
| 9                                                                    | ...                                                                       | -                                                                         | n.c                                                                       |                                                                           |                                                                           |                                                                           |                                                                           |                                                                           |                                                                           |
| 10                                                                   | ...                                                                       | -                                                                         | n.c                                                                       |                                                                           |                                                                           |                                                                           |                                                                           |                                                                           |                                                                           |
| 11                                                                   | ...                                                                       | -                                                                         | n.c                                                                       |                                                                           |                                                                           |                                                                           |                                                                           |                                                                           |                                                                           |
| 12                                                                   | ...                                                                       | -                                                                         | n.c                                                                       |                                                                           |                                                                           |                                                                           |                                                                           |                                                                           |                                                                           |
| 13                                                                   | ...                                                                       | -                                                                         | n.c                                                                       |                                                                           |                                                                           |                                                                           |                                                                           |                                                                           |                                                                           |
| 14                                                                   | ...                                                                       | -                                                                         | n.c                                                                       |                                                                           |                                                                           |                                                                           |                                                                           |                                                                           |                                                                           |
| 15                                                                   | ...                                                                       | -                                                                         | n.c                                                                       |                                                                           |                                                                           |                                                                           |                                                                           |                                                                           |                                                                           |
| Ligue du Centre pour la LRFC (1re tour)                              |                                                                           |                                                                           |                                                                           |                                                                           |                                                                           |                                                                           |                                                                           |                                                                           |                                                                           |
| 1                                                                    | ...                                                                       | -                                                                         | ...                                                                       |                                                                           |                                                                           |                                                                           |                                                                           |                                                                           |                                                                           |
| 2                                                                    | ...                                                                       | -                                                                         | ...                                                                       |                                                                           |                                                                           |                                                                           |                                                                           |                                                                           |                                                                           |
| 3                                                                    | ...                                                                       | -                                                                         | ...                                                                       |                                                                           |                                                                           |                                                                           |                                                                           |                                                                           |                                                                           |
| 4                                                                    | ...                                                                       | -                                                                         | ...                                                                       |                                                                           |                                                                           |                                                                           |                                                                           |                                                                           |                                                                           |
| 5                                                                    | ...                                                                       | -                                                                         | ...                                                                       |                                                                           |                                                                           |                                                                           |                                                                           |                                                                           |                                                                           |
| 6                                                                    | ...                                                                       | -                                                                         | ...                                                                       |                                                                           |                                                                           |                                                                           |                                                                           |                                                                           |                                                                           |
| 7                                                                    | ...                                                                       | -                                                                         | n.c                                                                       |                                                                           |                                                                           |                                                                           |                                                                           |                                                                           |                                                                           |
| 8                                                                    | ...                                                                       | -                                                                         | n.c                                                                       |                                                                           |                                                                           |                                                                           |                                                                           |                                                                           |                                                                           |
| 9                                                                    | ...                                                                       | -                                                                         | n.c                                                                       |                                                                           |                                                                           |                                                                           |                                                                           |                                                                           |                                                                           |
| 10                                                                   | ...                                                                       | -                                                                         | n.c                                                                       |                                                                           |                                                                           |                                                                           |                                                                           |                                                                           |                                                                           |
| 11                                                                   | ...                                                                       | -                                                                         | n.c                                                                       |                                                                           |                                                                           |                                                                           |                                                                           |                                                                           |                                                                           |
| 12                                                                   | ...                                                                       | -                                                                         | n.c                                                                       |                                                                           |                                                                           |                                                                           |                                                                           |                                                                           |                                                                           |
| 13                                                                   | ...                                                                       | -                                                                         | n.c                                                                       |                                                                           |                                                                           |                                                                           |                                                                           |                                                                           |                                                                           |
| 14                                                                   | ...                                                                       | -                                                                         | n.c                                                                       |                                                                           |                                                                           |                                                                           |                                                                           |                                                                           |                                                                           |
| 15                                                                   | ...                                                                       | -                                                                         | n.c                                                                       |                                                                           |                                                                           |                                                                           |                                                                           |                                                                           |                                                                           |
| Ligue de Constantine                                                 |                                                                           |                                                                           |                                                                           |                                                                           |                                                                           |                                                                           |                                                                           |                                                                           |                                                                           |
| 1                                                                    | ...                                                                       | -                                                                         | n.c                                                                       |                                                                           |                                                                           |                                                                           |                                                                           |                                                                           |                                                                           |
| 2                                                                    | ...                                                                       | -                                                                         | n.c                                                                       |                                                                           |                                                                           |                                                                           |                                                                           |                                                                           |                                                                           |
| 3                                                                    | ...                                                                       | -                                                                         | n.c                                                                       |                                                                           |                                                                           |                                                                           |                                                                           |                                                                           |                                                                           |
| 4                                                                    | ...                                                                       | -                                                                         | n.c                                                                       |                                                                           |                                                                           |                                                                           |                                                                           |                                                                           |                                                                           |
| 5                                                                    | ...                                                                       | -                                                                         | n.c                                                                       |                                                                           |                                                                           |                                                                           |                                                                           |                                                                           |                                                                           |
| 6                                                                    | ...                                                                       | -                                                                         | ...                                                                       |                                                                           |                                                                           |                                                                           |                                                                           |                                                                           |                                                                           |
| 7                                                                    | ...                                                                       | -                                                                         | n.c                                                                       |                                                                           |                                                                           |                                                                           |                                                                           |                                                                           |                                                                           |
| 8                                                                    | ...                                                                       | -                                                                         | n.c                                                                       |                                                                           |                                                                           |                                                                           |                                                                           |                                                                           |                                                                           |
| 9                                                                    | ...                                                                       | -                                                                         | n.c                                                                       |                                                                           |                                                                           |                                                                           |                                                                           |                                                                           |                                                                           |
| 10                                                                   | ...                                                                       | -                                                                         | n.c                                                                       |                                                                           |                                                                           |                                                                           |                                                                           |                                                                           |                                                                           |
| 11                                                                   | ...                                                                       | -                                                                         | n.c                                                                       |                                                                           |                                                                           |                                                                           |                                                                           |                                                                           |                                                                           |
| 12                                                                   | ...                                                                       | -                                                                         | n.c                                                                       |                                                                           |                                                                           |                                                                           |                                                                           |                                                                           |                                                                           |
| 13                                                                   | ...                                                                       | -                                                                         | n.c                                                                       |                                                                           |                                                                           |                                                                           |                                                                           |                                                                           |                                                                           |
| 14                                                                   | ...                                                                       | -                                                                         | n.c                                                                       |                                                                           |                                                                           |                                                                           |                                                                           |                                                                           |                                                                           |
| 15                                                                   | ...                                                                       | -                                                                         | n.c                                                                       |                                                                           |                                                                           |                                                                           |                                                                           |                                                                           |                                                                           |
| Ligue de Batna Lundi 30 décembre 1991 (23 matchs - 47 clubs engagés) |                                                                           |                                                                           |                                                                           |                                                                           |                                                                           |                                                                           |                                                                           |                                                                           |                                                                           |
| 1                                                                    | ...                                                                       | -                                                                         | n.c                                                                       |                                                                           |                                                                           |                                                                           |                                                                           |                                                                           |                                                                           |
| 2                                                                    | ...                                                                       | -                                                                         | n.c                                                                       |                                                                           |                                                                           |                                                                           |                                                                           |                                                                           |                                                                           |
| 3                                                                    | ...                                                                       | -                                                                         | n.c                                                                       |                                                                           |                                                                           |                                                                           |                                                                           |                                                                           |                                                                           |
| 4                                                                    | ...                                                                       | -                                                                         | n.c                                                                       |                                                                           |                                                                           |                                                                           |                                                                           |                                                                           |                                                                           |
| 5                                                                    | ...                                                                       | -                                                                         | n.c                                                                       |                                                                           |                                                                           |                                                                           |                                                                           |                                                                           |                                                                           |
| 6                                                                    | ...                                                                       | -                                                                         | ...                                                                       |                                                                           |                                                                           |                                                                           |                                                                           |                                                                           |                                                                           |
| 7                                                                    | ...                                                                       | -                                                                         | n.c                                                                       |                                                                           |                                                                           |                                                                           |                                                                           |                                                                           |                                                                           |
| 8                                                                    | ...                                                                       | -                                                                         | n.c                                                                       |                                                                           |                                                                           |                                                                           |                                                                           |                                                                           |                                                                           |
| 9                                                                    | ...                                                                       | -                                                                         | n.c                                                                       |                                                                           |                                                                           |                                                                           |                                                                           |                                                                           |                                                                           |
| 10                                                                   | ...                                                                       | -                                                                         | n.c                                                                       |                                                                           |                                                                           |                                                                           |                                                                           |                                                                           |                                                                           |
| 11                                                                   | ...                                                                       | -                                                                         | n.c                                                                       |                                                                           |                                                                           |                                                                           |                                                                           |                                                                           |                                                                           |
| 12                                                                   | ...                                                                       | -                                                                         | n.c                                                                       |                                                                           |                                                                           |                                                                           |                                                                           |                                                                           |                                                                           |
| 13                                                                   | ...                                                                       | -                                                                         | n.c                                                                       |                                                                           |                                                                           |                                                                           |                                                                           |                                                                           |                                                                           |
| 14                                                                   | ...                                                                       | -                                                                         | n.c                                                                       |                                                                           |                                                                           |                                                                           |                                                                           |                                                                           |                                                                           |
| 15                                                                   | ...                                                                       | -                                                                         | n.c                                                                       |                                                                           |                                                                           |                                                                           |                                                                           |                                                                           |                                                                           |
| 16                                                                   | ...                                                                       | -                                                                         | ...                                                                       |                                                                           |                                                                           |                                                                           |                                                                           |                                                                           |                                                                           |
| 17                                                                   | ...                                                                       | -                                                                         | n.c                                                                       |                                                                           |                                                                           |                                                                           |                                                                           |                                                                           |                                                                           |
| 18                                                                   | ...                                                                       | -                                                                         | n.c                                                                       |                                                                           |                                                                           |                                                                           |                                                                           |                                                                           |                                                                           |
| 19                                                                   | ...                                                                       | -                                                                         | n.c                                                                       |                                                                           |                                                                           |                                                                           |                                                                           |                                                                           |                                                                           |
| 20                                                                   | ...                                                                       | -                                                                         | n.c                                                                       |                                                                           |                                                                           |                                                                           |                                                                           |                                                                           |                                                                           |
| 22                                                                   | ...                                                                       | -                                                                         | n.c                                                                       |                                                                           |                                                                           |                                                                           |                                                                           |                                                                           |                                                                           |
| 23                                                                   | ...                                                                       | -                                                                         | n.c                                                                       |                                                                           |                                                                           |                                                                           |                                                                           |                                                                           |                                                                           |
| 24                                                                   | ...                                                                       | -                                                                         | Exempt                                                                    |                                                                           |                                                                           |                                                                           |                                                                           |                                                                           |                                                                           |
| Ligue de Béchar                                                      |                                                                           |                                                                           |                                                                           |                                                                           |                                                                           |                                                                           |                                                                           |                                                                           |                                                                           |
| 1                                                                    | ...                                                                       | -                                                                         | n.c                                                                       |                                                                           |                                                                           |                                                                           |                                                                           |                                                                           |                                                                           |
| 2                                                                    | ...                                                                       | -                                                                         | n.c                                                                       |                                                                           |                                                                           |                                                                           |                                                                           |                                                                           |                                                                           |
| 3                                                                    | ...                                                                       | -                                                                         | n.c                                                                       |                                                                           |                                                                           |                                                                           |                                                                           |                                                                           |                                                                           |
| 4                                                                    | ...                                                                       | -                                                                         | n.c                                                                       |                                                                           |                                                                           |                                                                           |                                                                           |                                                                           |                                                                           |
| 5                                                                    | ...                                                                       | -                                                                         | n.c                                                                       |                                                                           |                                                                           |                                                                           |                                                                           |                                                                           |                                                                           |
| 6                                                                    | ...                                                                       | -                                                                         | ...                                                                       |                                                                           |                                                                           |                                                                           |                                                                           |                                                                           |                                                                           |
| 7                                                                    | ...                                                                       | -                                                                         | n.c                                                                       |                                                                           |                                                                           |                                                                           |                                                                           |                                                                           |                                                                           |
| 8                                                                    | ...                                                                       | -                                                                         | n.c                                                                       |                                                                           |                                                                           |                                                                           |                                                                           |                                                                           |                                                                           |
| 9                                                                    | ...                                                                       | -                                                                         | n.c                                                                       |                                                                           |                                                                           |                                                                           |                                                                           |                                                                           |                                                                           |
| 10                                                                   | ...                                                                       | -                                                                         | n.c                                                                       |                                                                           |                                                                           |                                                                           |                                                                           |                                                                           |                                                                           |
| Ligue de Ouargla                                                     |                                                                           |                                                                           |                                                                           |                                                                           |                                                                           |                                                                           |                                                                           |                                                                           |                                                                           |
| 1                                                                    | ...                                                                       | -                                                                         | n.c                                                                       |                                                                           |                                                                           |                                                                           |                                                                           |                                                                           |                                                                           |
| 2                                                                    | ...                                                                       | -                                                                         | n.c                                                                       |                                                                           |                                                                           |                                                                           |                                                                           |                                                                           |                                                                           |
| 3                                                                    | ...                                                                       | -                                                                         | n.c                                                                       |                                                                           |                                                                           |                                                                           |                                                                           |                                                                           |                                                                           |
| 4                                                                    | ...                                                                       | -                                                                         | n.c                                                                       |                                                                           |                                                                           |                                                                           |                                                                           |                                                                           |                                                                           |
| 5                                                                    | ...                                                                       | -                                                                         | n.c                                                                       |                                                                           |                                                                           |                                                                           |                                                                           |                                                                           |                                                                           |
| 6                                                                    | ...                                                                       | -                                                                         | ...                                                                       |                                                                           |                                                                           |                                                                           |                                                                           |                                                                           |                                                                           |
| 7                                                                    | ...                                                                       | -                                                                         | n.c                                                                       |                                                                           |                                                                           |                                                                           |                                                                           |                                                                           |                                                                           |
| 8                                                                    | ...                                                                       | -                                                                         | n.c                                                                       |                                                                           |                                                                           |                                                                           |                                                                           |                                                                           |                                                                           |
| 9                                                                    | ...                                                                       | -                                                                         | n.c                                                                       |                                                                           |                                                                           |                                                                           |                                                                           |                                                                           |                                                                           |
| 10                                                                   | ...                                                                       | -                                                                         | n.c                                                                       |                                                                           |                                                                           |                                                                           |                                                                           |                                                                           |                                                                           |

## 2eTour régional
| Ligue de l'Ouest (2e tour régional)                        |                                |     |                     |  |  |  |
| 1                                                          | CRB Téghalimet (D4)            | 8-1 | CRB Ain Larbaa (D?) |  |  |  |
| 2                                                          | CRB Sidi Brahim (D?)           | -   | n.c                 |  |  |  |
| 3                                                          | CRB Témouchent "B" (ZSAT) (D?) | -   | n.c                 |  |  |  |
| 4                                                          | ...                            | -   | n.c                 |  |  |  |
| 5                                                          | ...                            | -   | n.c                 |  |  |  |
| 6                                                          | ...                            | -   | n.c                 |  |  |  |
| 7                                                          | ...                            | -   | n.c                 |  |  |  |
| 8                                                          | ...                            | -   | n.c                 |  |  |  |
| 9                                                          | ...                            | -   | n.c                 |  |  |  |
| 10                                                         | ...                            | -   | n.c                 |  |  |  |
| 11                                                         | ...                            | -   | n.c                 |  |  |  |
| 12                                                         | ...                            | -   | n.c                 |  |  |  |
| 13                                                         | ...                            | -   | n.c                 |  |  |  |
| 14                                                         | ...                            | -   | n.c                 |  |  |  |
| 15                                                         | ...                            | -   | n.c                 |  |  |  |
| Ligue du Centre pour la LRFC (2e tour)                     |                                |     |                     |  |  |  |
| 1                                                          | ...                            | -   | ...                 |  |  |  |
| 2                                                          | ...                            | -   | ...                 |  |  |  |
| 3                                                          | ...                            | -   | ...                 |  |  |  |
| 4                                                          | ...                            | -   | ...                 |  |  |  |
| 5                                                          | ...                            | -   | ...                 |  |  |  |
| 6                                                          | ...                            | -   | ...                 |  |  |  |
| 7                                                          | ...                            | -   | n.c                 |  |  |  |
| 8                                                          | ...                            | -   | n.c                 |  |  |  |
| 9                                                          | ...                            | -   | n.c                 |  |  |  |
| 10                                                         | ...                            | -   | n.c                 |  |  |  |
| 11                                                         | ...                            | -   | n.c                 |  |  |  |
| 12                                                         | ...                            | -   | n.c                 |  |  |  |
| 13                                                         | ...                            | -   | n.c                 |  |  |  |
| 14                                                         | ...                            | -   | n.c                 |  |  |  |
| 15                                                         | ...                            | -   | n.c                 |  |  |  |
| Ligue de Constantine                                       |                                |     |                     |  |  |  |
| 1                                                          | ...                            | -   | n.c                 |  |  |  |
| 2                                                          | ...                            | -   | n.c                 |  |  |  |
| 3                                                          | ...                            | -   | n.c                 |  |  |  |
| 4                                                          | ...                            | -   | n.c                 |  |  |  |
| 5                                                          | ...                            | -   | n.c                 |  |  |  |
| 6                                                          | ...                            | -   | ...                 |  |  |  |
| 7                                                          | ...                            | -   | n.c                 |  |  |  |
| 8                                                          | ...                            | -   | n.c                 |  |  |  |
| 9                                                          | ...                            | -   | n.c                 |  |  |  |
| 10                                                         | ...                            | -   | n.c                 |  |  |  |
| 11                                                         | ...                            | -   | n.c                 |  |  |  |
| 12                                                         | ...                            | -   | n.c                 |  |  |  |
| 13                                                         | ...                            | -   | n.c                 |  |  |  |
| 14                                                         | ...                            | -   | n.c                 |  |  |  |
| 15                                                         | ...                            | -   | n.c                 |  |  |  |
| Ligue de Batna Lundi 6 janvier 1992 (12 matchs - 24 clubs) |                                |     |                     |  |  |  |
| 1                                                          | ...                            | -   | n.c                 |  |  |  |
| 2                                                          | ...                            | -   | n.c                 |  |  |  |
| 3                                                          | ...                            | -   | n.c                 |  |  |  |
| 4                                                          | ...                            | -   | n.c                 |  |  |  |
| 5                                                          | ...                            | -   | n.c                 |  |  |  |
| 6                                                          | ...                            | -   | ...                 |  |  |  |
| 7                                                          | ...                            | -   | n.c                 |  |  |  |
| 8                                                          | ...                            | -   | n.c                 |  |  |  |
| 9                                                          | ...                            | -   | n.c                 |  |  |  |
| 10                                                         | ...                            | -   | n.c                 |  |  |  |
| 11                                                         | ...                            | -   | n.c                 |  |  |  |
| 12                                                         | ...                            | -   | n.c                 |  |  |  |
| Ligue de Béchar                                            |                                |     |                     |  |  |  |
| 1                                                          | ...                            | -   | n.c                 |  |  |  |
| 2                                                          | ...                            | -   | n.c                 |  |  |  |
| 3                                                          | ...                            | -   | n.c                 |  |  |  |
| 4                                                          | ...                            | -   | n.c                 |  |  |  |
| 5                                                          | ...                            | -   | n.c                 |  |  |  |
| 6                                                          | ...                            | -   | ...                 |  |  |  |
| 7                                                          | ...                            | -   | n.c                 |  |  |  |
| 8                                                          | ...                            | -   | n.c                 |  |  |  |
| 9                                                          | ...                            | -   | n.c                 |  |  |  |
| 10                                                         | ...                            | -   | n.c                 |  |  |  |
| Ligue de Ouargla                                           |                                |     |                     |  |  |  |
| 1                                                          | ...                            | -   | n.c                 |  |  |  |
| 2                                                          | ...                            | -   | n.c                 |  |  |  |
| 3                                                          | ...                            | -   | n.c                 |  |  |  |
| 4                                                          | ...                            | -   | n.c                 |  |  |  |
| 5                                                          | ...                            | -   | n.c                 |  |  |  |
| 6                                                          | ...                            | -   | ...                 |  |  |  |
| 7                                                          | ...                            | -   | n.c                 |  |  |  |
| 8                                                          | ...                            | -   | n.c                 |  |  |  |
| 9                                                          | ...                            | -   | n.c                 |  |  |  |
| 10                                                         | ...                            | -   | n.c                 |  |  |  |

## 3eTourrégional
| 3e tour Regional Ligue Batna Lundi 13 janvier 1992 (20 clubs , 12 qualifiés + 8 équipes de la nationale deux). |                                                               |                                                               |                                                               |                                                               |                                                               |                                                               |                                                               |                                                               |                                                               |
| 1 | Nadi Sétif (Casoral) (D?)                                     | -                                                             | n.c                                                           |                                                               |                                                               | Stade                                                         |                                                               |                                                               |                                                               |
| 2 | USM Sétif (D3)                                                | -                                                             | n.c                                                           |                                                               |                                                               | Stade                                                         |                                                               |                                                               |                                                               |
| 3 | IRB Khenchela (D3)                                            | -                                                             | n.c                                                           |                                                               |                                                               | Stade                                                         |                                                               |                                                               |                                                               |
| 4 | JSM Tébassa (D3)                                              | -                                                             | n.c                                                           |                                                               |                                                               | Stade                                                         |                                                               |                                                               |                                                               |
| 5 | WRB M'Sila (D?)                                               | -                                                             | n.c                                                           |                                                               |                                                               | Stade                                                         |                                                               |                                                               |                                                               |
| 6 | ASC Bordj Bou Arreridj (D3)                                   | -                                                             | n.c                                                           |                                                               |                                                               | Stade                                                         |                                                               |                                                               |                                                               |
| 7 | NRB Chéraa (D?)                                               | -                                                             | n.c                                                           |                                                               |                                                               | Stade                                                         |                                                               |                                                               |                                                               |
| 8 | US Biskra (D2)                                                | -                                                             | n.c                                                           |                                                               |                                                               | Stade                                                         |                                                               |                                                               |                                                               |
| 9 | CA Batna (D2)                                                 | -                                                             | n.c                                                           |                                                               |                                                               | Stade                                                         |                                                               |                                                               |                                                               |
| 10 | MB Batna (D2)                                                 | -                                                             | n.c                                                           |                                                               |                                                               | Stade                                                         |                                                               |                                                               |                                                               |
| 11 | IRB Ain Arnat (D2)                                            | -                                                             | n.c                                                           |                                                               |                                                               | Stade                                                         |                                                               |                                                               |                                                               |
| 12 | MC El Eulma (D2)                                              | -                                                             | n.c                                                           |                                                               |                                                               | Stade                                                         |                                                               |                                                               |                                                               |
| 3e tour Regional Ligue Ouest                                                                                   |                                                               |                                                               |                                                               |                                                               |                                                               |                                                               |                                                               |                                                               |                                                               |
| 1 | CRB Teghalimet (D4)                                           | 2-1                                                           | CRB Sidi Brahim (D?)                                          |                                                               |                                                               | Stade                                                         |                                                               |                                                               |                                                               |
| 2 | CRB Témouchent "B" (ZSAT) (D?)                                | -                                                             | n.c                                                           |                                                               |                                                               | Stade                                                         |                                                               |                                                               |                                                               |
| 3 | Nadi CNAS Oran (D3)                                           | -                                                             | n.c                                                           |                                                               |                                                               | Stade                                                         |                                                               |                                                               |                                                               |
| 4 | SCM Oran (D3)                                                 | -                                                             | n.c                                                           |                                                               |                                                               | Stade                                                         |                                                               |                                                               |                                                               |
| 5 | CRB El Amria (D3)                                             | -                                                             | n.c                                                           |                                                               |                                                               | Stade                                                         |                                                               |                                                               |                                                               |
| 6 | ES Mostaganem (D3)                                            | -                                                             | n.c                                                           |                                                               |                                                               | Stade                                                         |                                                               |                                                               |                                                               |
| 7 | WACB Terga (D?)                                               | -                                                             | n.c                                                           |                                                               |                                                               | Stade                                                         |                                                               |                                                               |                                                               |
| 8 | CRB Oued R'hiou (D3)                                          | -                                                             | n.c                                                           |                                                               |                                                               | Stade                                                         |                                                               |                                                               |                                                               |
| 9 | ...                                                           | -                                                             | n.c                                                           |                                                               |                                                               | Stade                                                         |                                                               |                                                               |                                                               |
| 10 | ...                                                           | -                                                             | n.c                                                           |                                                               |                                                               | Stade                                                         |                                                               |                                                               |                                                               |
| 11 | ...                                                           | -                                                             | n.c                                                           |                                                               |                                                               | Stade                                                         |                                                               |                                                               |                                                               |
| 12 | ...                                                           | -                                                             | n.c                                                           |                                                               |                                                               | Stade                                                         |                                                               |                                                               |                                                               |
| 13 | ...                                                           | -                                                             | n.c                                                           |                                                               |                                                               | Stade                                                         |                                                               |                                                               |                                                               |
| 14 | ...                                                           | -                                                             | n.c                                                           |                                                               |                                                               | Stade                                                         |                                                               |                                                               |                                                               |
| 15 | ...                                                           | -                                                             | n.c                                                           |                                                               |                                                               | Stade                                                         |                                                               |                                                               |                                                               |
| 16 | ...                                                           | -                                                             | n.c                                                           |                                                               |                                                               | Stade                                                         |                                                               |                                                               |                                                               |
| 3e tour Régional Ligue Centre lundi 6 janvier 1992                                                             |                                                               |                                                               |                                                               |                                                               |                                                               |                                                               |                                                               |                                                               |                                                               |
| * | NB: participation de douze (12) clubs du régional centre (D3) | NB: participation de douze (12) clubs du régional centre (D3) | NB: participation de douze (12) clubs du régional centre (D3) | NB: participation de douze (12) clubs du régional centre (D3) | NB: participation de douze (12) clubs du régional centre (D3) | NB: participation de douze (12) clubs du régional centre (D3) | NB: participation de douze (12) clubs du régional centre (D3) | NB: participation de douze (12) clubs du régional centre (D3) | NB: participation de douze (12) clubs du régional centre (D3) |
| 1 | JSM Cheraga (D3)                                              | 3-2                                                           | IRB Bir Mourad Rais (D?)                                      |                                                               |                                                               | à khalouf                                                     |                                                               |                                                               |                                                               |
| 2 | NCB El Affroun (D3)                                           | 1-0                                                           | MB Cherchell (D?)                                             |                                                               |                                                               | a Koléa                                                       |                                                               |                                                               |                                                               |
| 3 | ESM Boudouaou (D3)                                            | 4-3                                                           | NRB Issers (D4-honneur Alger est)                             |                                                               |                                                               | a Reghaia                                                     |                                                               |                                                               |                                                               |
| 4 | IRB El Biar (D3-D3-Régionale Centre)                          | 1-0                                                           | CRB Djendel (D4- honner-Alger ouest)                          |                                                               |                                                               | El Affroun                                                    |                                                               |                                                               |                                                               |
| 5 | ES Ain Taya (D3)                                              | 3-1                                                           | JSB Tadmait (D6- LFW Tizi-ouzou D1)                           |                                                               |                                                               | Bordj Ménail                                                  |                                                               |                                                               |                                                               |
| 6 | CB Sidi Mousa (D3)                                            | 3-1                                                           | CRM Bir Touta (D?)                                            |                                                               |                                                               | stade Zioui de Hussein-Dey                                    |                                                               |                                                               |                                                               |
| 7 | NRB Berrouaghia (D3)                                          | 3-3 ap ARB Oued Kouriche aux TAB                              | ARB Oued Kouriche (Alger)                                     |                                                               |                                                               | a mouzaia                                                     |                                                               |                                                               |                                                               |
| 8 | IR Hussein Dey (D3)                                           | 2-0                                                           | IB Lakhdaria                                                  |                                                               |                                                               | a boudouaou                                                   |                                                               |                                                               |                                                               |
| 9 | ES Ben Aknoun (D3)                                            | 1-1 ap (ESBA aux tab)                                         | USM Draa Ben Khadda (D?)                                      |                                                               |                                                               | a Rouiba                                                      |                                                               |                                                               |                                                               |
| 10 | Rapid Belcourt (D3)                                           | 1-1 ap (IRB Oued Semmar aux tab)                              | IRB Oued Semmar (D4)                                          |                                                               |                                                               | a Bologhine                                                   |                                                               |                                                               |                                                               |
| 11 | IRB Cheffa (D?)                                               | 0-1                                                           | ERB Ouled Moussa (D?)                                         |                                                               |                                                               | a l'Arbaa                                                     |                                                               |                                                               |                                                               |
| 12 | WR Bordj Ménaiél (D4- honneur Alger Est)                      | 1-0                                                           | CRB OK Chlef                                                  |                                                               |                                                               | a Blida (Zour)                                                |                                                               |                                                               |                                                               |
| 13 | RC Arba (D3)                                                  | 1-0                                                           | IRB Khemis El Khechna (D3)                                    |                                                               | lundi 6 janvier 1992                                          | a boufarik                                                    |                                                               |                                                               |                                                               |
| 14 | CRM Birtouta (D3)                                             | -                                                             | Exempt                                                        |                                                               |                                                               | Stade                                                         |                                                               |                                                               |                                                               |
| 3e tour Regional Ligue Constantine                                                                             |                                                               |                                                               |                                                               |                                                               |                                                               |                                                               |                                                               |                                                               |                                                               |
| 1 | ...                                                           | -                                                             | n.c                                                           |                                                               |                                                               | Stade                                                         |                                                               |                                                               |                                                               |
| 2 | ...                                                           | -                                                             | n.c                                                           |                                                               |                                                               | Stade                                                         |                                                               |                                                               |                                                               |
| 3 | ...                                                           | -                                                             | n.c                                                           |                                                               |                                                               | Stade                                                         |                                                               |                                                               |                                                               |
| 4 | ...                                                           | -                                                             | n.c                                                           |                                                               |                                                               | Stade                                                         |                                                               |                                                               |                                                               |
| 5 | ...                                                           | -                                                             | n.c                                                           |                                                               |                                                               | Stade                                                         |                                                               |                                                               |                                                               |
| 6 | ...                                                           | -                                                             | n.c                                                           |                                                               |                                                               | Stade                                                         |                                                               |                                                               |                                                               |
| 7 | ...                                                           | -                                                             | n.c                                                           |                                                               |                                                               | Stade                                                         |                                                               |                                                               |                                                               |
| 8 | ...                                                           | -                                                             | n.c                                                           |                                                               |                                                               | Stade                                                         |                                                               |                                                               |                                                               |
| 9 | ...                                                           | -                                                             | n.c                                                           |                                                               |                                                               | Stade                                                         |                                                               |                                                               |                                                               |
| 10 | ...                                                           | -                                                             | n.c                                                           |                                                               |                                                               | Stade                                                         |                                                               |                                                               |                                                               |

## 4eTourrégional
| 4e tour Regional Ligue Centre Lundi 13 janvier 1992 |                                                                                      |                                                                                      |                                                                                      |                                                                                      |                                                                                      |                                                                                      |                                                                                      |                                                                                      |                                                                                      |
| *                                                   | NB: participation de quatorze (14) équipes au 4é tour Régional centre (LRFC-Alger) . | NB: participation de quatorze (14) équipes au 4é tour Régional centre (LRFC-Alger) . | NB: participation de quatorze (14) équipes au 4é tour Régional centre (LRFC-Alger) . | NB: participation de quatorze (14) équipes au 4é tour Régional centre (LRFC-Alger) . | NB: participation de quatorze (14) équipes au 4é tour Régional centre (LRFC-Alger) . | NB: participation de quatorze (14) équipes au 4é tour Régional centre (LRFC-Alger) . | NB: participation de quatorze (14) équipes au 4é tour Régional centre (LRFC-Alger) . | NB: participation de quatorze (14) équipes au 4é tour Régional centre (LRFC-Alger) . | NB: participation de quatorze (14) équipes au 4é tour Régional centre (LRFC-Alger) . |
| 1                                                   | RC Arba (D3)                                                                         | -                                                                                    | ES Ain Taya (D3)                                                                     |                                                                                      |                                                                                      | Stade                                                                                |                                                                                      |                                                                                      |                                                                                      |
| 2                                                   | IRB El Biar (D3)                                                                     | -                                                                                    | ...                                                                                  |                                                                                      |                                                                                      |                                                                                      |                                                                                      |                                                                                      |                                                                                      |
| 3                                                   | CRM Birtouta (D3)                                                                    | -                                                                                    | ...                                                                                  |                                                                                      |                                                                                      |                                                                                      |                                                                                      |                                                                                      |                                                                                      |
| 4                                                   | IR Hussein Dey (D3)                                                                  | -                                                                                    | ...                                                                                  |                                                                                      |                                                                                      |                                                                                      |                                                                                      |                                                                                      |                                                                                      |
| 5                                                   | JSM Cheraga (D3)                                                                     | -                                                                                    | ...                                                                                  |                                                                                      |                                                                                      | Stade                                                                                |                                                                                      |                                                                                      |                                                                                      |
| 6                                                   | ISM Koléa (D3)                                                                       | -                                                                                    | ...                                                                                  |                                                                                      |                                                                                      | Stade                                                                                |                                                                                      |                                                                                      |                                                                                      |
| 7                                                   | ...                                                                                  | -                                                                                    | ...                                                                                  |                                                                                      |                                                                                      | Stade                                                                                |                                                                                      |                                                                                      |                                                                                      |
| 4e tour Regional Ligue Ouest                        |                                                                                      |                                                                                      |                                                                                      |                                                                                      |                                                                                      |                                                                                      |                                                                                      |                                                                                      |                                                                                      |
| 1                                                   | CRB Teghalimet (D4)                                                                  | 1-1 ap (CRBT aux tab)                                                                | WACB Terga (D?)                                                                      |                                                                                      |                                                                                      | Stade                                                                                |                                                                                      |                                                                                      |                                                                                      |
| 2                                                   | CRB Témouchent "B" (ZSAT) (D?)                                                       | -                                                                                    | n.c                                                                                  |                                                                                      |                                                                                      | Stade                                                                                |                                                                                      |                                                                                      |                                                                                      |
| 3                                                   | Nadi CNAS Oran (D3)                                                                  | -                                                                                    | n.c                                                                                  |                                                                                      |                                                                                      | Stade                                                                                |                                                                                      |                                                                                      |                                                                                      |
| 4                                                   | SCM Oran (D3)                                                                        | -                                                                                    | n.c                                                                                  |                                                                                      |                                                                                      | Stade                                                                                |                                                                                      |                                                                                      |                                                                                      |
| 5                                                   | CRB El Amria (D3)                                                                    | -                                                                                    | n.c                                                                                  |                                                                                      |                                                                                      | Stade                                                                                |                                                                                      |                                                                                      |                                                                                      |
| 6                                                   | ES Mostaganem (D3)                                                                   | -                                                                                    | n.c                                                                                  |                                                                                      |                                                                                      | Stade                                                                                |                                                                                      |                                                                                      |                                                                                      |
| 7                                                   | CRB Oued R'hiou (D3)                                                                 | -                                                                                    | n.c                                                                                  |                                                                                      |                                                                                      | Stade                                                                                |                                                                                      |                                                                                      |                                                                                      |
| 8                                                   | ...                                                                                  | -                                                                                    | n.c                                                                                  |                                                                                      |                                                                                      | Stade                                                                                |                                                                                      |                                                                                      |                                                                                      |
| 4e tour Regional Ligue Constantine                  |                                                                                      |                                                                                      |                                                                                      |                                                                                      |                                                                                      |                                                                                      |                                                                                      |                                                                                      |                                                                                      |
| 1                                                   | CRB El Milia (D3)                                                                    | -                                                                                    | n.c                                                                                  |                                                                                      |                                                                                      | Stade                                                                                |                                                                                      |                                                                                      |                                                                                      |
| 2                                                   | JJ Azzaba (D3)                                                                       | -                                                                                    | n.c                                                                                  |                                                                                      |                                                                                      | Stade                                                                                |                                                                                      |                                                                                      |                                                                                      |
| 3                                                   | ...                                                                                  | -                                                                                    | n.c                                                                                  |                                                                                      |                                                                                      | Stade                                                                                |                                                                                      |                                                                                      |                                                                                      |
| 4                                                   | ...                                                                                  | -                                                                                    | n.c                                                                                  |                                                                                      |                                                                                      | Stade                                                                                |                                                                                      |                                                                                      |                                                                                      |
| 5                                                   | ...                                                                                  | -                                                                                    | n.c                                                                                  |                                                                                      |                                                                                      | Stade                                                                                |                                                                                      |                                                                                      |                                                                                      |
| 6                                                   | ...                                                                                  | -                                                                                    | n.c                                                                                  |                                                                                      |                                                                                      | Stade                                                                                |                                                                                      |                                                                                      |                                                                                      |
| 7                                                   | ...                                                                                  | -                                                                                    | n.c                                                                                  |                                                                                      |                                                                                      | Stade                                                                                |                                                                                      |                                                                                      |                                                                                      |
| 8                                                   | ...                                                                                  | -                                                                                    | n.c                                                                                  |                                                                                      |                                                                                      | Stade                                                                                |                                                                                      |                                                                                      |                                                                                      |

## 5eTourrégional
| 5e tour Regional Centre Lundi 20 janvier 1992 | | | | | | | | | |
| *                                             | NB: participation de seize (16) clubs pour jouer 8 matches *7 équipes du division inférieur et 9 clubs de la D2 | NB: participation de seize (16) clubs pour jouer 8 matches *7 équipes du division inférieur et 9 clubs de la D2 | NB: participation de seize (16) clubs pour jouer 8 matches *7 équipes du division inférieur et 9 clubs de la D2 | NB: participation de seize (16) clubs pour jouer 8 matches *7 équipes du division inférieur et 9 clubs de la D2 | NB: participation de seize (16) clubs pour jouer 8 matches *7 équipes du division inférieur et 9 clubs de la D2 | NB: participation de seize (16) clubs pour jouer 8 matches *7 équipes du division inférieur et 9 clubs de la D2 | NB: participation de seize (16) clubs pour jouer 8 matches *7 équipes du division inférieur et 9 clubs de la D2 | NB: participation de seize (16) clubs pour jouer 8 matches *7 équipes du division inférieur et 9 clubs de la D2 | NB: participation de seize (16) clubs pour jouer 8 matches *7 équipes du division inférieur et 9 clubs de la D2 |
| 1                                             | USM Alger (D2)                                                                                                  | 2 - 0 | IR Hussein Dey (D3)                                                                                             | | | Stade | | | |
| 2                                             | RC Arba (D3) | 0-0 ap (araba aux tab 4-3)                                                                                      | OM Médéa (D2)                                                                                                   | | | Stade | | | |
| 3                                             | USM Blida (D2)                                                                                                  | - | n.c | | | Stade | | | |
| 4                                             | WA Boufarik (D2)                                                                                                | - | n.c | | | Stade | | | |
| 5                                             | OM Ruisseau (D2)                                                                                                | - | n.c | | | Stade | | | |
| 6                                             | SKAF Khemis Miliana (D2)                                                                                        | - | n.c | | | Stade | | | |
| 7                                             | IRB El Biar (D3)                                                                                                | - | n.c | | | Stade | | | |
| 8                                             | IRB Hadjout (D2)                                                                                                | - | n.c | | | Stade | | | |
| 9                                             | CRM Birtouta (D4)                                                                                               | - | n.c | | | Stade | | | |
| *                                             | NB: clubs exempt ASO Chlef et ...                                                                               | NB: clubs exempt ASO Chlef et ...                                                                               | NB: clubs exempt ASO Chlef et ...                                                                               | NB: clubs exempt ASO Chlef et ...                                                                               | NB: clubs exempt ASO Chlef et ...                                                                               | NB: clubs exempt ASO Chlef et ...                                                                               | NB: clubs exempt ASO Chlef et ...                                                                               | NB: clubs exempt ASO Chlef et ...                                                                               | NB: clubs exempt ASO Chlef et ...                                                                               |
| 5e tour Regional Ouest 1992                   | | | | | | | | | |
| 1                                             | CRB Teghalimet (D4)                                                                                             | 1-0 | CRB Oued R'hiou (D3)                                                                                            | | | Stade | | | |
| 2                                             | RCG Oran (D2)                                                                                                   | - | n.c | | | Stade | | | |
| 3                                             | CRB Témouchent "B" (ZSAT) (D?)                                                                                  | - | n.c | | | Stade | | | |
| 4                                             | Nadi CNAS Oran (D3)                                                                                             | - | n.c | | | Stade | | | |
| 5                                             | SCM Oran (D3)                                                                                                   | - | n.c | | | Stade | | | |
| 6                                             | CRB El Amria (D3)                                                                                               | - | n.c | | | Stade | | | |
| 7                                             | ES Mostaganem (D3)                                                                                              | - | n.c | | | Stade | | | |
| 8                                             | IRB Sougueur (D2)                                                                                               | - | n.c | | | Stade | | | |
| 9                                             | ... | - | n.c | | | Stade | | | |
| 10                                            | ... | - | n.c | | | Stade | | | |
| 11                                            | ... | - | n.c | | | Stade | | | |
| 12                                            | ... | - | n.c | | | Stade | | | |
| 5e tour Regional Constantine                  | | | | | | | | | |
| 1                                             | CS Constantine (D2)                                                                                             | - | n.c | | | Stade | | | |
| 2                                             | USM Aïn Beïda (D2)                                                                                              | - | n.c | | | Stade | | | |
| 3                                             | HB Chelghoum Laïd (D2)                                                                                          | - | n.c | | | Stade | | | |
| 4                                             | CRB El-Harrouch (D2)                                                                                            | - | n.c | | | Stade | | | |
| 5                                             | CRB El Milia (D3)                                                                                               | - | n.c | | | Stade | | | |
| 6                                             | JJ Azzaba (D3)                                                                                                  | - | n.c | | | Stade | | | |
| 7                                             | ... | - | n.c | | | Stade | | | |
| 8                                             | ... | - | n.c | | | Stade | | | |
| 9                                             | ... | - | n.c | | | Stade | | | |
| 10                                            | ... | - | n.c | | | Stade | | | |
| 11                                            | ... | - | n.c | | | Stade | | | |
| 12                                            | ... | - | n.c | | | Stade | | | |

## Soixante-quatrièmes de finale
(Avant Dernier tour régional)
| #                                                                            | Club 1                         | Résultat                   | Club 2                      | Buteurs                  | Arbitres                       | Stade                          | Note       |
| ---------------------------------------------------------------------------- | ------------------------------ | -------------------------- | --------------------------- | ------------------------ | ------------------------------ | ------------------------------ | ---------- |
| 6e tour Régional Centre (Avant Dernier tour régional) Lundi 27 janvier 1992  |                                |                            |                             |                          |                                |                                |            |
| 1                                                                            | ASO Chlef (D2)                 | 2 - 1 ap                   | OM Ruisseau (D2)            |                          |                                | Stade                          |            |
| 2                                                                            | IRB Hadjout (D2)               | 1 - 1 (3 - 2tab)           | USM Alger (D2)              |                          |                                | Stade                          |            |
| 3                                                                            | RC Arba (D3)                   | 3 - 1                      | SKAF Khemis Miliana (D2)    |                          |                                | Stade                          |            |
| 4                                                                            | USM Blida (D2)                 | 4 - 0                      | CRM Birtouta (D4)           |                          | à 14h30                        | Stade Koléa                    |            |
| 5                                                                            | IRB El Biar (D3)               | -                          | ...                         |                          | 1992 à                         | Stade                          |            |
| 6                                                                            | WA Boufarik (D2)               | -                          | ...                         |                          | 1992 à                         | Stade                          |            |
| 6e tour Regional Ouest (Avant Dernier tour régional) 16 mars 1992            |                                |                            |                             |                          |                                |                                |            |
| 7                                                                            | RCG Oran (D2)                  | 1 - 0                      | ES Mostaganem (D3)          |                          | Lundi 16 mars 1992 à           | Stade                          |            |
| 8                                                                            | CRB Teghalimet (D4)            | 2 - 1                      | IRB Sougueur (D2)           |                          | 1992 à                         | Stade                          |            |
| 9                                                                            | CRB Témouchent "B" (ZSAT) (D?) | -                          | ...                         |                          | 1992 à                         | Stade                          |            |
| 10                                                                           | Nadi CNAS Oran (D3)            | -                          | ...                         |                          | 1992 à                         | Stade                          |            |
| 11                                                                           | SCM Oran (D3)                  | -                          | ...                         |                          | 1992 à                         | Stade                          |            |
| 12                                                                           | CRB El Amria (D3)              | -                          | ...                         |                          | 1992 à                         | Stade                          |            |
| 6e tour Régional Constantine (Avant Dernier tour régional) 1992              |                                |                            |                             |                          |                                |                                |            |
| 13                                                                           | CS Constantine (D2)            | -                          | ...                         |                          | 1992 à                         | Stade                          |            |
| 14                                                                           | USM Aïn Beïda (D2)             | -                          | ...                         |                          | 1992 à                         | Stade                          |            |
| 15                                                                           | HB Chelghoum Laïd (D2)         | -                          | ...                         |                          | 1992 à                         | Stade                          |            |
| 16                                                                           | CRB El Harrouch (D2)           | -                          | ...                         |                          | 1992 à                         | Stade                          |            |
| 17                                                                           | CRB El Milia (D3)              | -                          | ...                         |                          | 1992 à                         | Stade                          |            |
| 18                                                                           | JJ Azzaba (D3)                 | -                          | ...                         |                          | 1992 à                         | Stade                          |            |
| 4e tour Regional Ligue Batna (Avant Dernier tour régional) 27 janvier 1992   |                                |                            |                             |                          |                                |                                |            |
| 19                                                                           | Nadi Sétif (Casoral) (D2)      | 1 - 1 ap (tirs au but 7-6) | IRB Khenchela (D3)          | Bouan 10e / Guessoum 40e | lundi 27 janvier 1992 à 14h 00 | Stade seffouhi de batna        | [ note 1 ] |
| 20                                                                           | MC El Eulma(D2)                | 1 - 0                      | IRB Ain Arnat (D?)          |                          | lundi 27 janvier 1992 à 12h 00 | Stade 8 mai de setif           | [ note 1 ] |
| 21                                                                           | USM Sétif (D3)                 | 1 - 0 a.p                  | JSM Tébassa (D2)            | Harraba 115e             | lundi 27 janvier 1992 à 12h00  | Stade                          | [ note 1 ] |
| 22                                                                           | US Biskra (D2)                 | 1 - 0                      | WRB M'Sila (D2)             | ?                        | lundi 27 janvier 1992 à 15h00  | Stade municipal de Barika      | [ note 1 ] |
| 23                                                                           | CA Batna (D2)                  | 1 - 0                      | ASC Bordj Bou Arreridj (D3) | ?                        | lundi 27 janvier 1992 à 14h 00 | stade de setif                 | [ note 1 ] |
| 24                                                                           | MB Batna (D2)                  | 1 - 0                      | NRB Cheria (D?)             | Saraoui 51e              | lundi 27 janvier 1992 à 14h00  | Stade hammam amar de khenchela | [ note 1 ] |
| 3e tour Regional Sud Ouest (Ligue Béchar) (Avant Dernier tour régional) 1992 |                                |                            |                             |                          |                                |                                |            |
| 25                                                                           | IRM Béchar (D2)                | -                          | ...                         |                          | 1992 à                         | Stade                          |            |
| 26                                                                           | CRB Ain Sefra (D2)             | -                          | ...                         |                          | 1992 à                         | Stade                          |            |
| 27                                                                           | ...                            | -                          | ...                         |                          | 1992 à                         | Stade                          |            |
| 28                                                                           | ...                            | -                          | ...                         |                          | 1992 à                         | Stade                          |            |
| 3e tour Regional Sud Est (Ligue Ouargla) (Avant Dernier tour régional) 1992  |                                |                            |                             |                          |                                |                                |            |
| 29                                                                           | CRB Djelfa (B) (D3)            | -                          | ...                         |                          | 1992 à                         | Stade                          |            |
| 30                                                                           | IRB Laghouat (D2)              | -                          | ...                         |                          | 1992 à                         | Stade                          |            |
| 31                                                                           | CRB Djelfa (D2)                | -                          | ...                         |                          | 1992 à                         | Stade                          |            |

## Trente deuxième de finale
- Les 1/32 de finale de la coupe d'Algérie se sont déroulés sous forme de tour régionaux à travers les 06 ligues :
  - 7e tour Alger, Oran, Constantine
  - 5e tour Ligue de Batna
  - 4e tour Ligue de Béchar
  - 4e tour Ligue de Ouargla  (ASFW illizi, 1er division de wilaya d'illizi (d5) champion 1991/1992) accède en division honneur Sud-Est (d4).

| #                                                        | Club 1                         | Résultat          | Club 2              | Buteurs                                        | Date, heure            | Stade                              | Note                         |
| -------------------------------------------------------- | ------------------------------ | ----------------- | ------------------- | ---------------------------------------------- | ---------------------- | ---------------------------------- | ---------------------------- |
| 7e tour Regional Centre (Dernier tour)                   |                                |                   |                     |                                                |                        |                                    |                              |
| 1                                                        | ASO Chlef (D2)                 | 3 - 1             | USM Blida (D2)      | Bouderssaya 57e 75e, Ben Saleh 74e / Hafsi 55e | 3 février 1992 à 14h30 | Stade Mohamed Belkebir (El Khemis) | 7e tour Regional Centre      |
| 2                                                        | IRB Hadjout (D2)               | 3 - 0             | IRB El Biar (D3)    | Aek Kouidri 32e 75e, Ali Moussa 62e            | 3 février 1992 à 14h30 | Stade Mohamed Reggaz (Boufarik)    | 7e tour Regional Centre      |
| 3                                                        | RC Arba (D3)                   | 3 - 1             | WA Boufarik (D2)    |                                                | 3 février 1992 à 14h30 | Stade du 20-Août-1955 (Alger)      | 7e tour Regional Centre      |
| 7e tour Regional Ouest (Dernier tour)                    |                                |                   |                     |                                                |                        |                                    |                              |
| 4                                                        | RCG Oran (D2)                  | 2 - 0             | Nadi CNAS Oran (D3) | Zine 17e, Bridji Noureddine 85e                | 23 mars 1992           | Stade Menaouer Kerboussi (Arzew)   | 7e tour Regional Ouest       |
| 5                                                        | CRB Témouchent "B" (ZSAT) (D?) | 2 - 1             | SCM Oran (D3)       | Dahou 77e, ghazli 81 81e / Aissaoui 62e        | 23 mars 1992           | Sidi Bel-Abbes                     | 7e tour Regional Ouest       |
| 6                                                        | CRB Teghalimet (D4)            | 2 - 1             | CRB El Amria (D3)   |                                                | 23 mars 1992           | Sig                                | 7e tour Regional Ouest *     |
| 7e tour Régional Est (Dernier tour)                      |                                |                   |                     |                                                |                        |                                    |                              |
| 7                                                        | CS Constantine (D2)            | -                 | CRB El Harrouch     |                                                | mars 1992 à 14h30      |                                    | 7e tour Regional Est         |
| 8                                                        | USM Aïn Beïda (D2)             | -                 | CRB El Milia (D3)   |                                                | mars 1992 à 14h30      |                                    | 7e tour Regional Est         |
| 9                                                        | HB Chelghoum Laïd (D2)         | -                 | JJ Azzaba (D3)      |                                                | mars 1992 à 14h30      |                                    | 7e tour Regional Est         |
| 5e tour Régional Ligue Batna (Dernier tour)              |                                |                   |                     |                                                |                        |                                    |                              |
| 10                                                       | Nadi Sétif (Casoral) (D2)      | 0-0 t.a.b         | US Biskra (D2)      |                                                | 9 mars 1992 à 14h30    | Stade de Batna                     | 5e tour Regional Ligue Batna |
| 11                                                       | MC El Eulma(D2)                | -                 | CA Batna (D2)       |                                                | 9 mars 1992 à 14h30    | Stade de Barika                    | 5e tour Regional Ligue Batna |
| 12                                                       | USM Sétif (D3)                 | -                 | MB Batna (D2)       |                                                | 9 mars 1992 à 14h30    | Stade de Merouana                  | 5e tour Regional Ligue Batna |
| 4e tour Régional Sud Ouest (Ligue Béchar) (Dernier tour) |                                |                   |                     |                                                |                        |                                    |                              |
| 13                                                       | IRM Béchar (D2)                | -                 |                     |                                                |                        |                                    | 4e tour Ligue Béchar         |
| 14                                                       | CRB Ain Sefra (D2)             | -                 |                     |                                                |                        |                                    | 4e tour Ligue Béchar         |
| 4e tour Régional Sud Est (Ligue Ouargla) (Dernier tour)  |                                |                   |                     |                                                |                        |                                    |                              |
| 15                                                       | CRB Djelfa (B) (D3)            | 1 - 1 (4 - 3 tab) | CRB Djelfa (D2)     |                                                |                        |                                    | 4e tour Ligue Ouargla        |
| 16                                                       | IRB Laghouat (D2)              | Forfait           | ASFW Illizi (D5)    |                                                | mars 1992              |                                    | 4e tour Ligue Ouargla        |

## Seizièmes de finale
Les matchs des seizièmes de finale se sont joués les jeudi 16 avril 1992 à 14 h 30.
- Entrée en lice des clubs de la Nationale une (première division) à partir des Seizième de finale.

| Club 1                | Résultat            | Club 2                         | Buteurs                                      | Date                  | Stade                                     |
| --------------------- | ------------------- | ------------------------------ | -------------------------------------------- | --------------------- | ----------------------------------------- |
| ES Sétif (D1)         | 0 - 0 (1 - 2 t.a.b) | MC Oran (D1)                   | MCO qualifié                                 | 16 avril 1992         | Stade du 5-Juillet-1962, (Alger)          |
| USM El Harrach (D1)   | 0 - 0 (4 - 3 t.a.b) | JSM Tiaret (D1)                | -                                            | 16 avril 1992         | Stade Mohamed-Boumezrag, (Chlef)          |
| USM Bel Abbès         | 2 - 1               | MC Alger (D1)                  | Belloumi 44e, Louahla 71e / Ben Messahel 55e | 16 avril 1992 à 15h00 | Stade Fraternitie, (Tiaret)               |
| WA Tlemcen (D1)       | 1 - 1 (2 - 4 t.a.b) | NA Hussein Dey (D1)            | Brahimi 56e / Zemiti 70e                     | 16 avril 1992         | Stade El-Inntissar, (Relizane)            |
| ES Guelma (D1)        | 0 - 0 (4 - 2 t.a.b) | CR Belouizdad (D1)             | -                                            | 16 avril 1992         | Stade OPOW, (Béjaia)                      |
| USM Annaba (D1)       | 3 - 0               | CRB Djelfa (B) (D3)            | Messas 56e, Aek Driss 66e 78e                | 16 avril 1992 à 12h30 | Stade du 20-Août-1955 (Alger)             |
| JS Bordj Menaiel (D1) | 0 - 1               | RCG Oran (D2)                  | Bridji Noureddine 60e                        | 16 avril 1992 à 13h30 | Stade OPOW (Tiaret)                       |
| AS Aïn M'lila (D1)    | 2 - 1               | Nadi Sétif (Casoral) (D2)      | Bouzitoune 29e, Mekani 59e / Mehdaoui II 71e | 16 avril 1992         | Stade Chahid Mennani Noureddine, (Biskra) |
| ASM Oran (D1)         | 0 - 1               | USM Sétif (D3)                 | Keddad 19e                                   | 16 avril 1992 à 15h00 | Stade du 20-Août-1955 (Alger)             |
| IRB Hadjout (D2)      | 2 - 0               | HB Chelghoum Laïd (D2)         | Aek Kouidri 25e 36e                          | 16 avril 1992         | Stade du 1er-Novembre-1954 (Tizi-Ouzou)   |
| CRB Ain Sefra (D2)    | 1 - 2               | ASO Chlef (D2)                 | Chikhaoui 9e / Talis 45e, Nasef I 88e        | 16 avril 1992         | Stade des Frères bracci (Saida)           |
| MC El Eulma (D2)      | 2 - 0               | USM Aïn Beïda (D2)             | Boucenina I 43e, Boucenina II 70e            | 16 avril 1992         | Stade 17 juin, (Constantine               |
| IRB Laghouat (D2)     | 0 - 3               | RC Arba (D3)                   | Meghichi 6e, Herrou 68e, Bakir 78e           | 16 avril 1992         | Stade OPOW, (Médéa)                       |
| CS Constantine (D2)   | 1 - 0               | CRB Témouchent "B" (ZSAT) (D?) | Medjbouri 85e                                | 16 avril 1992         | Stade Bologhine, (Alger)                  |
| IRM Béchar (D2)       | 1 - 2               | CRB Teghalimet (D4)            | Kerroumi I 70e / Ben Aouda 10e 61e           | 16 avril 1992         |                                           |
| MO Constantine (D1)   | 1 - 1 (7 - 8 t.a.b) | JS Kabylie (D1)                | Zouali 28e / Djahnit 84e                     | 16 avril 1992 à 14h30 | Stade du 24 février 1956 (Sidi Bel Abbès) |

## Huitièmes de finale
Les matchs des huitièmes de finale se sont joués le 30 avril 1992 à 15h00.
| Club 1              | Résultat            | Club 2              | buteurs                                                                    | Stade                                   |
| ------------------- | ------------------- | ------------------- | -------------------------------------------------------------------------- | --------------------------------------- |
| JS Kabylie (D1)     | 1 - 0               | MC El Eulma (D2)    | Hadj Adlane 45e                                                            | Stade de l'Unité Maghrébine (Béjaïa)    |
| MC Oran (D1)        | 1 - 0               | ES Guelma (D1)      | Zerrouki 76e                                                               | Stade du 20-août-1955 (Alger)           |
| NA Hussein Dey (D1) | 2 - 0               | USM El Harrach (D1) | Aït El Hocine 43e, Dziri 85e                                               | Stade du 5-Juillet-1962 (Alger)         |
| AS Ain M'lila (D1)  | 2 - 1               | IRB Hadjout (D2)    | Adraoui 57e, Ben Hamadi 85e /Ali Moussa 48e                                | Stade du 1er-Novembre-1954 (Tizi Ouzou) |
| CS Constantine (D2) | 2 - 1               | USM Sétif (D3)      | Saadi 25e, Mezedjri 75e /Boulainine 42e                                    | Stade du 19 mai 1956 (Annaba)           |
| RCG Oran (D2)       | 5 - 2               | CRB Teghalimet (D4) | Hamdache 30e, Moro 35e, Chelihi 55e 73e, Bridji 61e/ Zouak 60e, Hamaida 90 | Stade de l'Unité Africaine, (Mascara)   |
| ASO Chlef (D2)      | 1 - 1 (3 - 1 t.a.b) | RC Arbaa (D3)       | Nacef 78e / Bakir Fawzi 58e                                                | Stade Imam-Lyes (Médéa)                 |
| USM Bel Abbès (D1)  | 1 - 1 (3 - 2 t.a.b) | USM Annaba (D1)     | Adda 38e / H'mamdia 48e, Belloumi 17e                                      | Stade du 5-Juillet-1962 (Alger) à 13h00 |

## Quarts de finale
Les matchs des quarts de finale se sont joués les 21 et 25 mai 1992 à 15 h 00.
| Club 1              | Résultat  | Club 2             | buteurs                                      | Stade                                                    |
| ------------------- | --------- | ------------------ | -------------------------------------------- | -------------------------------------------------------- |
| JS Kabylie (D1)     | 2 - 1     | MC Oran (D1)       | Hadj Adlane 33e, Aït Tahar 65e / Mecheri 29e | OPOW Médea, arbitre : Belbordj                           |
| NA Hussein Dey (D1) | 2 - 1     | AS Ain M'lila (D1) | Idirem 45e, Amrouche 68e / Lekhiar 47e       | OPOW Bejaïa, arbitre : Zerhouni                          |
| CS Constantine (D2) | 2 - 0     | RCG Oran (D2)      | Saadi 14e, Laïb 80e                          | Stade du 20-Août-1955 (Alger), arbitre : Baghdadi        |
| ASO Chlef (D2)      | 1 - 0 a.p | USM Bel Abbès (D1) | Ben Saleh 112e (pen.)                        | OPOW Mostaganem (match retard) joué le lundi 25 mai 1992 |

## Demi-finales
Les matchs des demi-finales se sont joués les 10 et 18 juin 1992.
| Club 1          | Résultat            | Club 2              | buteurs                              | date et lieu                                                      |
| --------------- | ------------------- | ------------------- | ------------------------------------ | ----------------------------------------------------------------- |
| JS Kabylie (D1) | 1 - 1 (4 - 2 t.a.b) | NA Hussein Dey (D1) | Moussa Saïb 17e / Lakhder Adjali 18e | Mercredi 10 juin 1992 au Stade du 5-Juillet-1962 (Alger) à 15h45. |
| ASO Chlef (D2)  | 0 - 0 (4 - 2 t.a.b) | CS Constantine (D2) | -                                    | jeudi 18 juin 1992 au Stade du 5-Juillet-1962 (Alger)             |

## Finale
La finale a eu lieu au Stade Ahmed-Zabana à Oran, le jeudi 25 juin 1992 à 16h30 ; arbitre : Koussa Messaoud -assiste : Demm; Medjiba Rachid et Kaddouri Zoubir.
JS Kabylie  1  ASO Chlef   0
```
       
JS Kabylie :
 M. Amara – Karouf – Haffaf – M. Rahmouni – Benhamlat – Mah. Meftah- Adane – Hadj Adlane (Djahnit) Amaouche – M. Saïb – Aït Tahar
```

Entraîneurs : Nour Benzekri  & Younsi
```
        
ASO Chlef :
 Chorfi – Oudene – Kouadria – Achour – Bouhella – M’hamedi – Talis – R. Amrane – Nacef – Benali – Boudersaya (Bensalah)
```

Entraîneur : Mustapha Meksi
| Club 1     | Résultat | Club 2    | buteur             | Stade                     |
| ---------- | -------- | --------- | ------------------ | ------------------------- |
| JS Kabylie | 1 - 0    | ASO Chlef | Hakim Amaouche 87e | Stade Ahmed-Zabana (Oran) |

## Finale de la coupe d'Algérie cadet
| Édition   | Date                  | Vainqueur | Score | Finaliste  | Buteur              | Stade                                | Réf.  |
| --------- | --------------------- | --------- | ----- | ---------- | ------------------- | ------------------------------------ | ----- |
| 1991-1992 | Lundi 20 juillet 1992 | ES Sétif  | 1 - 0 | JSM Skikda | Benmoussa 43e (csc) | Stade Omar-Hamadi (Bologhine), Alger | [ 7 ] |